# 岡奈津子
岡 奈津子（おか なつこ、1968年 - 2022年1月27日）は、日本の地域研究者。専門は、中央アジアを対象とし、主に、カザフスタンの政治と社会、および同地域のディアスポラ朝鮮人。日本貿易振興機構アジア経済研究所新領域研究センターガバナンス研究グループ長を歴任。第15回樫山純三賞一般書賞を受賞。

## 略歴
長野県茅野市出身。長野県諏訪清陵高等学校を経て、1992年東京大学教養学部卒業。1994年、東京大学大学院総合文化研究科地域文化研究専攻を修了。修士の学位を取得。
同年、独立行政法人日本貿易振興機構アジア経済研究所入所。2008年、リーズ大学政治国際関係学科より博士号（PhD）取得。
アジア経済研究所主任研究員を経て、新領域研究センターガバナンス研究グループ長兼任。2022年、死去。

## 著書

### 単著
- 『〈賄賂〉のある暮らし：市場経済化後のカザフスタン』白水社、2019年。ISBN　978-4-560-09728-1
  - 『〈賄賂〉のある暮らし：市場経済化後のカザフスタン』新版、白水社、2024年。ISBN　978-4-560-09283-5

### 共著
- （半谷史郎）『中央アジアの朝鮮人：父祖の地を遠く離れて』東洋書店〈ユーラシア・ブックレット 93〉、2006年。ISBN　978-4-88595-633-1

### 編著
- 『移住と「帰郷」：離散民族と故地』日本貿易振興機構アジア経済研究所、2008年。ISBNなし

### 分担執筆
- 「CISにおける経済統合：カザフスタンの戦略」清水学編『中央アジア：市場化の現段階と課題』アジア経済研究所、1998年。ISBN 978-4-258-04489-4
- 「ソ連における朝鮮人強制移住：ロシア極東から中央アジアへ」岩波講座世界歴史・24巻『解放の光と影：1930年代-40年代』岩波書店、1998年。ISBN 4-00-010844-1
- 「中央アジア諸国をめぐる新経済関係の構築」西村可明編著『旧ソ連・東欧における国際経済関係の新展開』日本評論社、2000年。ISBN　978-4-535-55175-6
- 「中央アジア諸国における米軍のプレゼンス：歴史的チャンスか、新たな紛争の種か」酒井啓子編『「テロ」と「戦争」のもたらしたもの：中東からアフガニスタン、東南アジアへ』日本貿易振興会アジア経済研究所、2002年。ISBN 4-258-26024-X
- 「カザフスタンにおける民族運動の翼賛化：予想された紛争はなぜ起きなかったのか」武内進一編『国家・暴力・政治：アジア・アフリカの紛争をめぐって』日本貿易振興機構アジア経済研究所、2003年。ISBN 978-4-258-04534-1
- 「「近い外国」のロシア人：同胞法と国籍法にみるロシアのジレンマ」田畑伸一郎・末澤恵美編『CIS：旧ソ連空間の再構成』国際書院、2004年。ISBN　978-4-87791-132-4
- 「カザフスタンにおける地方政治エリート」酒井啓子・青山弘之編『中東・中央アジア諸国における権力構造：したたかな国家・翻弄される社会』岩波書店、2005年。ISBN 978-4-00-009970-7
- 「カザフスタン：権威主義体制における民族的亀裂の統制」間寧編『西・中央アジアにおける亀裂構造と政治体制』アジア経済研究所、2006年。ISBN　978-4-258-04555-6
- 「民族化するカザフスタンにおけるコリアン・ディアスポラ：エスニック・マイノリティとしての生き残り戦略」高全恵星監修『ディアスポラとしてのコリアン：北米・東アジア・中央アジア』新幹社、2007年。ISBN　978-4-88400-061-5
- 「「帰還民」へのまなざし：カザフスタンの在外カザフ人呼び寄せ政策と現地社会」山根聡・長縄宣博編著『越境者たちのユーラシア』ミネルヴァ書房〈シリーズ・ユーラシア地域大国論・5〉、2015年。ISBN　978-4-623-07453-2

### 訳書
- アナトーリー・チモフェーエヴィチ・クージン『沿海州・サハリン近い昔の話：翻弄された朝鮮人の歴史』田中水絵共訳、凱風社、1998年。ISBN　978-4-7736-2213-3

## 受賞歴
- 2020年 第15回樫山純三賞一般書賞受賞[3]